# K-19 (苏联潜艇)
K-19号核动力弹道导弹潜艇是苏维埃社会主义共和国联盟红海军H级核潜艇的首舰。该潜艇是苏联第一级可以有远航能力的弹道导弹潜艇。但该潜艇闻名全世界则是因为其频繁发生的事故以及后来的美国电影。

## 建造
1958年10月17日，K-19在北德文斯克造船厂正式开始建造。1959年4月8日，K-19潜艇建造完毕下水。潜艇的下水仪式中“砸香檳瓶”的工作通常由女性担任，但这次为保密而改由一位苏联男性将领砸香檳。而該仪式中香檳砸向潛艇後，因潜艇布设消声橡胶使香檳瓶被完整无损地弹开，而这一切也被人们视为后来潜艇一切事故的“凶兆”。经过了长达将近2年的改进和系泊试验，该潜艇於1961年4月30日正式服役。

## 事故
- 1961年，装载导弹时一名水兵被水雷撞到身亡。
- 1961年4月12日，几乎与美潜艇鹦鹉螺号相撞。
- 1961年7月3日，反应堆事故。
- 1969年11月15日7时13分，K-19艇与当时停车监视海域的美国攻击潜艇小鲨鱼号在巴伦支海海峡60米深左右的海域相撞。撞击後因K-19艇的主水柜紧急排水以及储备浮力大而没有沉没。这次撞击造成了K-19艇的艇首受损，其中弓形声纳阵被彻底破坏，鱼雷发射管外舱盖也脱落掉了。而小鲨鱼号的耐压艇体则被撞出一个大洞，潜艇迅速失去平衡下沉，经过长时间的水下挣扎後才浮上水面勉强回港。当时小鲨鱼号上的鱼雷长已经准备发射反潜鱼雷击沉K-19，但小鲨鱼号艇长劳伦斯·布尔哈德为防止苏联以此进行核报复发生核战争，没有下达攻击命令。[3]
- 1972年2月24日，火灾，28名水兵死亡，救援船上也有2人死亡，9人被监禁。
- 1982年8月15日，在修理中发生电弧，烧伤数人致死一人。

### “广岛”和“寡妇制造者”
1961年7月4日，K-19号由扎特耶夫指挥下潜行到北大西洋接近南格陵兰岛的海域准备进行发射训练。潜艇浮出水面后核反应爐主循环泵和辅循环泵发生卡死，反应爐反应区温度急速升高。但与此同时更不幸的是当时无线电系统发生电器故障，他们无法联络本部寻求救援。反应爐温度很快就超过了控制极限并达到了900摄氏度的高温，这个高温已经达到了燃料棒的熔点并使得原来反应爐内的反应更加加剧。尽管当时自动停機的控制棒已经插入了反应爐，但一切都无济于事。
由于潜艇反应爐如果再不控制则很可能发生反应爐熔毀，同时艇上携带了三枚核导弹以及导弹的劇毒液体燃料，一旦发生爆炸，该海域将造成严重的生态危机和核污染，同时100公里以外的北约基地也将可能受损。艇长惧怕潜艇爆炸之后会给当时美国以借口发动核战争，艇长和艇员一致决定组成一个7人小组，由艇上工程师和船员组成，潜入反应爐舱，切断空气调整阀门，重新焊接冷却水供应管，从而安装上备用冷却系统。这7人不顾个人安危进入充满核污染的反应爐舱内对反应爐抢修，从而使得潜艇反应爐逐渐得到控制，随後K-19艇控制艇员转移到在附近海域的S-270艇，再由S-270艇拖回。而这些进入反应爐舱的艇员们由于受到高劑量輻射曝照，有人当场就死亡，没有当场死亡的也在返航途中即事件发生的一周内陆续死亡。由于管路漫佈整个潜艇，核泄漏则造成了很多其他艇员受到輻射污染，第一批艇员中包括艇长在内的几乎所有人都受到了或多或少的核污染，并且在事件发生后的几年内就有至少20名艇员死于核污染导致的疾病。
美国海军在K-19附近的战舰收到了由K-19备用无线电与S-270的无线电交流之后主动向K-19艇发出无线电说可以提供帮助，但当时艇长为防止苏联军事机密泄露给北约而没有理会。同时，当时艇长为了防止可能发生的兵变，將六把亲信军官隨身手枪以外的所有轻武器悉數收繳，并把它们扔下海。
返回港后，K-19迅速开始进行修复工作，但不幸的是K-19残余的核污染造成了船厂船台的核污染，所有维修人员必须身着厚重的防护服才能进入封闭船厂内进行维修，这无疑增加了维修时间和难度。经过检修，工程师们发现该潜艇这次灾难是因为K-19主循环回路中的一个焊点不合格，从而造成整个循环回路的核泄漏以及循环泵的卡死。1965年，K-19艇修复返回北方舰队，但这个时候他却多了一个外号“广岛（Хиросима）”，在美国电影《K-19》中则被戲謔为「寡妇制造者」（Widowmaker）。
2006年2月1日，前任苏联领导人戈尔巴乔夫向挪威诺贝尔奖委员会提议将这次事件发生时所有K-19上船员提名为诺贝尔和平奖，以表彰他们在这次事故中成功避免了一场潜在核战争。同年6月，事故時任艇長的扎特耶夫被提名诺贝尔和平奖。

### 1972年大火
1972年2月24日，加拿大纽芬兰1300公里外120公尺深的海域中，正在战略值班的K-19号艇艇内轮机舱突然着火，当时值班的28名艇员不幸阵亡。着火的原因是由于液压机液体泄露到了热滤器中引发大火。着火之后该艇立即上浮并接受附近北约军舰实施营救。军舰很快赶到後撤离了除尾部着火轮机舱后面的鱼雷舱内12名艇员以外的全部艇员。撤离後因海风而使得军舰对潜艇的拖曳工作造成了相當难度，K-19艇不断辗转直到4月4日才被回到北莫尔斯克（Severomorsk）港，而被困於尾鱼雷舱的12名艇员在度过了缺少水和食物，低温以及近乎无光的空间中度过了漫长的40多天後被解救。而这次事故则使得K-19不得不又回到港口大修，之後返回北方舰队。这次事件也是全世界非沉没核潜艇事故中殉职人数最多的事故。

## 退役之后
1991年，K-19艇度过了命运多舛的30年服役生涯后终于退役。但就在退役前的1991年6月4日，K-19艇又一次发生了反应堆故障，尽管这次事故被迅速控制，潜艇没有受到污染并且无人伤亡，但这次事故也让苏联政府决定以START-II协定让这艘艇退役。随后这艘艇的核反应堆、武器和电子装备被拆除后，拖到位于科拉半岛的「核潜艇坟场」等待最后拆解。
2002年5月，K-19艇拖到了摩尔曼斯克的Snezhnogorsk港等待拆解。
2003年10月，俄政府决定在「近期」完全拆解这艘艇。
2006年，原来在K-19上担任厨师的Vladimir Romanov成为了富翁，他买下了这艘已经随时将要拆解的潜艇并准备将这艘潜艇停泊在莫斯科作为苏联时期退役潜艇水兵的俱乐部或博物馆。然而一些K-19艇上的退役水兵强烈反对此舉。

## 外部連結
- Bratkov, Vitaly. . Pravda. 2002-07-26  [2021-05-22]. （原始内容存档于2014-01-08）.